# Giuseppe Cruciani
Giuseppe Cruciani, né le 15 septembre 1966 à Rome (Italie), est un journaliste et présentateur de radio italien. Il est connu en Italie pour son journalisme irrévérencieux et pour être le créateur et le présentateur de l'émission radiophonique satirique La Zanzara (« Le Moustique »). Dans ce populaire programme, qu'il mène depuis 2006, il représente ironiquement le groupe de la « minorité bruyante » (Minoranza rumorosa, eurosceptique et de droite), par opposition à la « majorité silencieuse » (Maggioranza silenzionsa, européiste et de centre-gauche) de David Parenzo, l'autre animateur de La Zanzara.

## Biographie
Fils d'un agent commercial multi-firmes ayant travaillé pour Motta et Perfetti Van Melle, après ses études classiques au lycée Virgilio de Rome, Giuseppe Cruciani est diplômé en sciences politiques à l'université de Rome « La Sapienza » avec une thèse sur le Sentier lumineux, il a commencé sa carrière de journaliste à Radio Radicale, collaborant ensuite avec L'indipendente et Il Tempo. Il s'occupe de la politique étrangère pour Il Foglio et il a travaillé pour une brève période comme journaliste pour la télévision Euronews. Il a été embauché à Radio 24 en 2000.

## Carrière

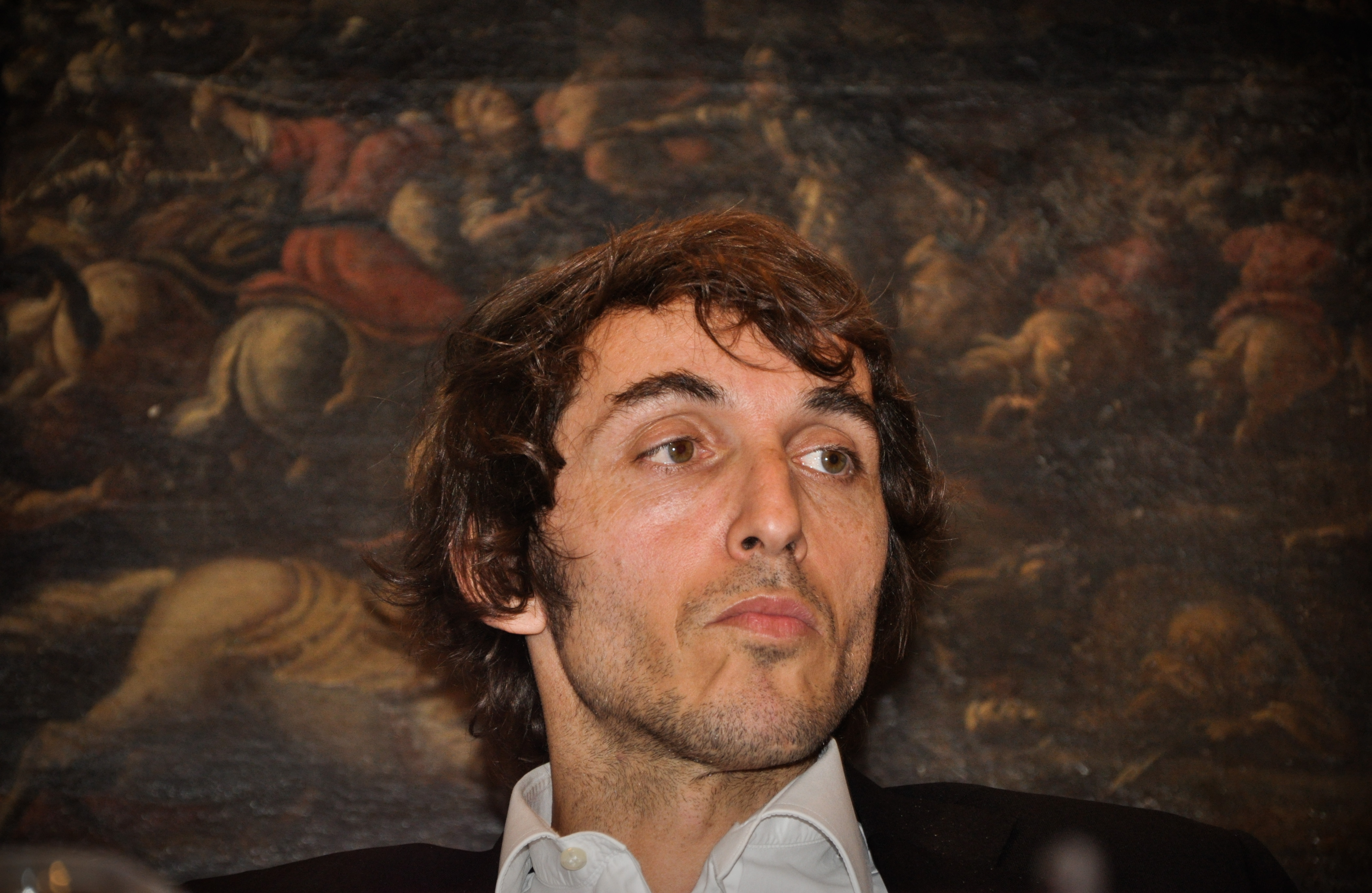
Cruciani au Festival international du journalisme

Cruciani dirige, pour Radio 24, les programmes Linea 24,  9 in punto  et La Sfida et depuis 2006 l'émission d'actualité La Zanzara, en collaboration depuis 2008 avec Luca Telese, puis depuis 2010 avec David Parenzo.  
À partir d'octobre 2009, il collabore avec l'hebdomadaire Panorama.  Il a également travaillé à la télévision avec l'émission Complotti sur LA7 en 2009 et Apocalypse sur Rete 4; chroniqueur, il est présent depuis 2010 dans les émissions sportives Controcampo et Controcampo Linea Notte, et de 2015 à Tiki Taka. En 2011, il a dirigé la transmission Il Tritacarne sur Current TV. En mai, l'émission Apocalypse, est diffusée sur Rete 4. Le 9 octobre 2013 il commence un nouveau programme Radio Belva sur Rete 4 avec David Parenzo. Le programme est cependant suspendu après un seul épisode à cause des faibles cotes d'écoute et du langage grossier et des duels verbaux déclenchés.

## Prix et récompenses

### Le Premiolino
- 2013 - Il remporte avec son collègue David Parenzo, Il Premiolino, prix du journalisme italien, avec cette motivation: « Au couple d'animateurs de La Zanzara, la transmission pirate de Radio 24. Moqueurs, sans scrupules, irrévérencieux et politiquement incorrect, frontière entre information, satire et moquerie ont créé un nouveau langage radio et une colonne réussie. »[3]

## Radio
- La Zanzara (Radio 24, de 2006)

## Télévision
- Complotti (LA7, 2009)
- Apocalypse (Rete 4, 2009-2012)
- Controcampo (Rete 4, 2010-2011)
- Controcampo Linea Notte (Italia 1, 2011-2012)
- Camera Café - invité vedette de l'épisode Il colmo per un venditore (Italia 1, 2011-2012)
- La zanzara in tv (TGcom24, 2012)
- Radio Belva (Rete 4, 2013)
- Tango (Sky, 2014), avec Ilaria D'Amico
- Tiki Taka - Il calcio è il nostro gioco (Italia 1, 2014-)
- RDS Academy (Sky Uno, 2015-2017)

## Œuvres
Il a publié quatre livres 
- 2009 : Questo ponte s'ha da fare. Lo stretto di Messina e le opere incompiute che bloccano l'Italia, Giuseppe Cruciani - Maison d'édition: Sperling & Kupfer
- 2010 : Gli amici del terrorista. Chi protegge Cesare Battisti?, Giuseppe Cruciani - Maison d'édition: Sperling & Kupfer
- 2013 : Cattivissimi noi, Giuseppe Cruciani, David Parenzo e Emiliano Errico - Maison d'édition: Aliberti
- 2017 : I fasciovegani. Libertà di cibo e di pensiero, Giuseppe Cruciani - Maison d'édition: La nave di Teseo